# Contea di Qianwei
La contea di Qianwei (犍为县S, Qiánwèi XiànP) è una contea della Cina, situata nella provincia di Sichuan e amministrata dalla prefettura di Leshan.